# 芒廷洛奇帕克 (紐約州)
芒廷洛奇帕克（英語：Mountain Lodge Park）是位於美國紐約州奧蘭治縣的普查規定居民點。

## 人口
根據2020年美國人口普查的數據，芒廷洛奇帕克的面積為3.84平方千米，當中陸地面積為3.83平方千米，而水域面積為0.01平方千米。當地共有人口1910人，而人口密度為每平方千米497.4人。